# Orthotrichum erosum
Orthotrichum erosum är en bladmossart som beskrevs av Jette Lewinsky 1992. Orthotrichum erosum ingår i släktet hättemossor, och familjen Orthotrichaceae. Inga underarter finns listade i Catalogue of Life.